# Olympische Winterspiele 2022/Freestyle-Skiing – Halfpipe (Frauen)
Der Halfpipe-Wettkampf der Frauen im Freestyle-Skiing bei den Olympischen Winterspielen 2022 wurde vom 17. bis 18. Februar im Genting Skiresort ausgetragen.

## Ergebnisse

### Qualifikation
17. Februar, 9:30 Uhr (Ortszeit), 2:30 Uhr (MEZ)
Die besten 12 Athletinnen qualifizieren sich für das Finale.
| Rang | Athletin           | Nation             | 1. Lauf | 2. Lauf | Bester Lauf | Anm. |
| ---- | ------------------ | ------------------ | ------- | ------- | ----------- | ---- |
| 1    | Eileen Gu          | China              | 93,75   | 95,50   | 95,50       | Q    |
| 2    | Rachael Karker     | Kanada             | 88,50   | 89,50   | 89,50       | Q    |
| 3    | Kelly Sildaru      | Estland            | 87,50   | DNS     | 87,50       | Q    |
| 4    | Zoe Atkin          | Großbritannien     | 85,25   | 86,75   | 86,75       | Q    |
| 5    | Zhang Kexin        | China              | 77,50   | 86,50   | 86,50       | Q    |
| 6    | Cassie Sharpe      | Kanada             | 86,25   | 79,00   | 86,25       | Q    |
| 7    | Li Fanghui         | China              | 84,75   | 19,25   | 84,75       | Q    |
| 8    | Brita Sigourney    | Vereinigte Staaten | 80,50   | 84,50   | 84,50       | Q    |
| 9    | Hanna Faulhaber    | Vereinigte Staaten | 84,25   | 82,00   | 84,25       | Q    |
| 10   | Carly Margulies    | Vereinigte Staaten | 79,00   | 82,25   | 82,25       | Q    |
| 11   | Amy Fraser         | Kanada             | 75,25   | 75,75   | 75,75       | Q    |
| 12   | Sabrina Cakmakli   | Deutschland        | 71,50   | 36,50   | 71,50       | Q    |
| 13   | Devin Logan        | Vereinigte Staaten | 71,00   | 62,00   | 71,00       |      |
| 14   | Alexandra Glaskowa | ROC                | 67,00   | 69,25   | 69,25       |      |
| 15   | Saori Suzuki       | Japan              | 68,75   | 66,25   | 68,75       |      |
| 16   | Wu Meng            | China              | 12,50   | 67,75   | 67,75       |      |
| 17   | Kim Da-eun         | Südkorea           | 44,50   | 45,50   | 45,50       |      |
| 18   | Chloe McMillan     | Neuseeland         | 41,75   | 43,50   | 43,50       |      |
| 19   | Anja Barugh        | Neuseeland         | 38,50   | 12,25   | 38,50       |      |
| 20   | Jang Yu-jin        | Südkorea           | 3,75    | 4,25    | 4,25        |      |

### Finale
18. Februar, 9:30 Uhr (Ortszeit), 2:30 Uhr (MEZ)
| Rang | Athletin         | Nation             | 1. Lauf | 2. Lauf | 3. Lauf | Bester Lauf |
| ---- | ---------------- | ------------------ | ------- | ------- | ------- | ----------- |
| 1    | Eileen Gu        | China              | 93,25   | 95,25   | 30,00   | 95,25       |
| 2    | Cassie Sharpe    | Kanada             | 89,00   | 90,00   | 90,75   | 90,75       |
| 3    | Rachael Karker   | Kanada             | 87,75   | 85,25   | 38,00   | 87,75       |
| 4    | Kelly Sildaru    | Estland            | 80,25   | 87,00   | 85,00   | 87,00       |
| 5    | Li Fanghui       | China              | 81,75   | 86,50   | 16,75   | 86,50       |
| 6    | Hanna Faulhaber  | Vereinigte Staaten | 85,25   | 84,50   | 19,00   | 85,25       |
| 7    | Zhang Kexin      | China              | 78,75   | 25,75   | 3,25    | 78,75       |
| 8    | Amy Fraser       | Kanada             | 75,25   | 35,75   | 11,00   | 75,25       |
| 9    | Zoe Atkin        | Großbritannien     | 18,75   | 10,75   | 73,25   | 73,25       |
| 10   | Brita Sigourney  | Vereinigte Staaten | 70,75   | 60,00   | 12,25   | 70,75       |
| 11   | Carly Margulies  | Vereinigte Staaten | 24,75   | 1,75    | 61,00   | 61,00       |
| 12   | Sabrina Cakmakli | Deutschland        | 40,00   | 54,00   | 42,75   | 54,00       |